# Surface – Unheimliche Tiefe
Surface – Unheimliche Tiefe (Originaltitel: Surface) ist eine US-amerikanische Fernsehserie, entwickelt von Josh Pate und Jonas Pate, die für die US-Fernsehsenderkette NBC produziert und von September 2005 bis Februar 2006 ausgestrahlt wurde.

## Handlung
In den Weltozeanen tauchen wie aus dem Nichts riesige Kreaturen (gigantische Echsen) auf. Die junge Meeresbiologin Dr. Laura Daughtery hat während eines Tauchgangs in einem U-Boot eine Begegnung mit diesen Kreaturen. Sie beschließt, der Sache auf den Grund zu gehen und stellt im Laufe der Zeit fest, dass die Kreaturen erheblichen Schaden am biologischen Gleichgewicht der Welt anrichten werden. Zur selben Zeit tauchen am Golf von Mexiko Rich Connelly und sein Bruder in der Nähe einer Ölplattform im Ozean, um Fische zu fangen. Dabei haben sie eine Begegnung mit einer der Kreaturen. Richs Bruder wird kurz darauf von diesem Wesen in die Tiefe gerissen, während er selber keine Luft mehr bekommt und an die Oberfläche treibt. Als eine tote Kreatur an einen Strand gespült wird, wird dieser mit der Begründung einer Algenpest von der Regierung evakuiert; außerdem wird jedem eine Blutprobe abgenommen. Rich und Laura lernen sich zu diesem Zeitpunkt kennen und vermuten, dass die Regierung etwas mit den Kreaturen zu tun haben muss, und sie schließen sich zusammen.
In einer dunklen Nacht fahren Miles Barnett, Miles’ Freund Phil und ein weiterer Freund mit einem Boot aufs Meer hinaus. Dabei fällt Miles ins Wasser und wird von einer kleinen Kreatur erschreckt, die er nicht richtig erkennen kann. Kurz darauf werden sie von der Küstenwache festgenommen. Am nächsten Abend gehen Miles und Phil zurück zu der Stelle und finden ein Dutzend Eier, von denen Miles eines mit nach Hause nimmt und es in das Aquarium wirft. Einige Tage später schlüpft daraus eine „kleine Echse“, die Miles Nimrod, kurz Nim oder Nimmy nennt. Er entwickelt eine tiefe Verbundenheit zu Nim und versucht dessen Existenz geheim zu halten, was aber nicht sehr lange gelingt.
In den letzten Episoden der Staffel verliebt sich Miles in Caitlin, die er im Aquarium kennenlernte, in dem er Sozialstunden wegen einiger „Verbrechen“ ableisten musste. Erst in der letzten Folge „Tsunami“ lernen Miles und Caitlin Laura und Rich kennen. Die Geschichten werden jeweils abwechselnd von diesen Personen erzählt.
Weitere Charaktere sind Jessy, Lauras Sohn, die ihn oft bei ihrem Mann Sean und seiner neuen Frau lässt. Dr. Aleksander Cirko, der für die Regierung arbeitet aber getötet wird von Davis Lee, einem Regierungsagenten, als er den Ursprung der Kreaturen herausfindet. Miles’ Eltern Sylvia und Ron Barnett, die zeitweilig überlegen, Miles auf eine Militärschule zu schicken und Dr. Bloom, Leiter des Aquariums in dem Miles arbeitet und gleichzeitig der Vater von Caitlin.

## Besetzung
| Schauspieler        | Rolle                | Synchronsprecher    |
| ------------------- | -------------------- | ------------------- |
| Lake Bell           | Dr. Laura Daughtery  | Solveig Duda        |
| Jay R. Ferguson     | Rich Connelly        | Ole Pfennig         |
| Carter Jenkins      | Miles Barnett        | Daniel Schlauch     |
| Linsey Godfrey      | Caitlin Blum         | -                   |
| Ian Anthony Dale    | Davis Lee            | Matthias Klie       |
| Leighton Meester    | Savannah Barnett     | Maren Rainer        |
| Eddie Hassell       | Phil                 | Clemens Ostermann   |
| Rade Šerbedžija     | Dr. Aleksander Cirko | Frank Engelhardt    |
| Ric Reitz           | Ron Barnett          | Andreas Borcherding |
| Louanne Cooper      | Sylvia Barnett       | Monika Gerganoff    |
| Kelly Collins Lintz | Tracy Connelly       | Claudia Schmidt     |
| Bobby Coleman       | Jesse Daughtery      | Maxi Belle          |
| Shishir Kurup       | Dr. Krishna Singh    | Crock Krumbiegel    |
| Connor Ross         | Zack                 | Johannes Wolko      |

## Episodenliste
| Nr. | Deutscher Titel | Originaltitel | Erstausstrahlung USA | Deutschsprachige Erstausstrahlung (D) | Regie                  | Drehbuch                  |
| --- | --------------- | ------------- | -------------------- | ------------------------------------- | ---------------------- | ------------------------- |
| 1 | Abgetaucht      | Episode 1     | 19. Sep. 2005        | 10. Juli 2006                         | Josh Pate & Jonas Pate | Josh Pate & Jonas Pate    |
| Beim Tauchgang in die Tiefsee entdeckt die Ozeanographin Laura Daughtery eine unbekannte Spezies. Sie möchte die Existenz dieser neuen Spezies bekanntmachen, jedoch merkt sie, dass eine geheime Regierungsbehörde bereits davon weiß und alles tut, um dies zu verhindern. An anderer Stelle wird der kleine Bruder des Tauchers Richard Connelly beim ersten gemeinsamen Tauchgang von einer der Kreaturen in die Tiefen gezogen. In North Carolina finden die Teenager Miles und sein Freund ein seltsames Ei im Wasser. Miles bringt es nach Hause und bewahrt es in dem Aquarium seiner Eltern auf. Bald darauf schlüpft ein seltsames Wesen, welches alle Fische verschlingt. |                 |               |                      |                                       |                        |                           |
| 2 | Sperrgebiet     | Episode 2     | 26. Sep. 2005        | 17. Juli 2006                         | Jeffrey Reiner         | Josh Pate                 |
| Miles baut im größer dimensionierten Puppenhaus für das Wesen, welches er „Nimrod“ genannt hat, einen kleinen Lebensraum, um es vor seinen Eltern versteckt zu halten. Als seine Eltern übers Wochenende wegfahren, veranstaltet seine ältere Schwester Savannah eine Party. Nimrod entkommt aus dem Puppenhaus und sorgt für Schrecken unter den Gästen. Währenddessen erfahren Rich und Laura, getrennt voneinander, von einem seltsamen Kadaver, der auf Sullivan’s Island an Land geschwemmt wurde. Beide machen sich auf den Weg dorthin, um die Wahrheit darüber zu erfahren und treffen erstmals aufeinander. Leider wurde Sullivan's Island von der Regierung abgeriegelt und als Quarantäne ausgewiesen. Rich versucht daraufhin alleine durchzubrechen, wird jedoch von der U.S. Army gestoppt. Beide werden daraufhin verhört. |                 |               |                      |                                       |                        |                           |
| 3 | Unverwüstlich   | Episode 3     | 3. Okt. 2005         | 17. Juli 2006                         | Aaron Lipstadt         | Jonas Pate                |
| Der Wissenschaftler Dr. Aleksander Cirko, welcher den Kadaver untersucht, erklärt dem Leiter der Vertuschungsaktion, Davis Lee, welche Theorien er über die neue Spezies hat. Dieser ist ganz und gar nicht begeistert von den Schnüffeleien der Ozeanologin Laura. Daraufhin verliert Laura ihren Job auf Grund rätselhafter Umstände. Rich, der den Verlust seines Bruders nicht überwinden kann, hört immer wieder seine Stimme im Wasser und beginnt sich langsam von seiner Familie zu entfremden. Miles kann seine Schwester überzeugen, seinen Eltern nichts von seinem Haustier zu erzählen, und versteckt es weiter in dem kleinen Gartenhaus. Dieses geht später plötzlich in Flammen auf. Nimrod übersteht dieses jedoch unbeschadet. Dr. Cirko findet heraus, dass die fremde Spezies in den Tiefen des Erdinneren selbst in Magma überleben kann. |                 |               |                      |                                       |                        |                           |
| 4 | Spurensuche     | Episode 4     | 10. Okt. 2005        | 24. Juli 2006                         | Félix Enríquez Alcalá  | David Greenwalt           |
| Dr. Cirko muss erkennen, welche Gefahr von der neuen Spezies ausgeht und will das Verteidigungsministerium der Vereinigten Staaten darüber unterrichten, aber Lee versucht es ihm auszureden. Laura überredet derweil ihren Freund Jackson, mit ihr aufs Meer zu fahren, um die neue Spezies zu finden und mit einem Beweis für deren Existenz zurückzukehren. Es gelingt, einen GPS-Sender an einem der Wesen anzubringen, wodurch sie dieses verfolgen kann. Rich hört wieder und wieder die Stimme seines Bruders und als im Fernsehen in einem See dasselbe Loch erscheint, durch das sein Bruder mitgerissen wurde, ist er endgültig nicht mehr von der Idee abzubringen, herauszufinden, was wirklich passiert ist. Miles prahlt mit seinem Haustier bei einem Mädchen, jedoch kann er aufgrund dieses Vorfalls Nimrod nicht mehr länger geheim halten. |                 |               |                      |                                       |                        |                           |
| 5 | Echsenjagd      | Episode 5     | 17. Okt. 2005        | 24. Juli 2006                         | Jeff Woolnough         | Jason Cahill              |
| Ein Mann von der Tierschutzbehörde konfrontiert Miles und sein Freund Phil mit dem Verschwinden des Nachbarhundes. Er befragt die beiden nach Miles Haustier, da er dieses offenbar den beiden wegnehmen will. Währenddessen treten Laura und Rich in Kontakt, um dem GPS-Sender zu folgen und so einen Beweis für die neue Spezies zu erhalten, wobei sie von Dr. Cirko und Lee heimlich verfolgt werden. Aus Sorge, Laura könnte zu viel herausfinden, lädt Dr. Cirko sie ein, dem geheimen Forschungsprojekt beizutreten. |                 |               |                      |                                       |                        |                           |
| 6 | Mordanschlag    | Episode 6     | 24. Okt. 2005        | 31. Juli 2006                         | Sergio Mimica-Gezzan   | Josh Pate                 |
| Dr. Cirko findet heraus, wo die neue Spezies ihren Ursprung hat und erzählt Lee davon. Als Dr. Cirko daraufhin von einem Auto angefahren und schwer verletzt wird, stiehlt sein Assistent Singh die Forschungsergebnisse und wird ebenfalls auf der Flucht verletzt. Mit letzter Kraft deponiert er die Forschungsdaten in einem Lagerhaus und fährt zu Laura, um ihr vor seinem Tod den Schlüssel zu geben. Laura und Rich holen die Ergebnisse, merken jedoch, dass ihnen Lee schon auf den Fersen ist. Währenddessen diskutieren Miles Eltern über ihn. Als er dieses mitbekommt, fährt er mit Nimrod in ein Versteck. |                 |               |                      |                                       |                        |                           |
| 7 | Verfolgt        | Episode 7     | 7. Nov. 2005         | 31. Juli 2006                         | Rick Wallace           | Chip Johannessen          |
| Dr. Cirko stirbt auf rätselhafte Weise nach seinem Autounfall und Lee berichtet dies seinen Vorgesetzten. Lee erfährt von diesem, dass Dr. Cirkos Tod unabwendbar war, da sonst die Existenz der neuen Spezies ans Tageslicht gekommen wäre. Laura und Rich werden noch immer von Lee gesucht. Sie bitten ihren Freund Jackson um Hilfe, der sie ungesehen an einen sicheren Ort bringt. Miles und Phil stehlen ein Auto und setzen ihre Flucht mit Nimrod vor der Polizei fort. Sie entschließen sich Nimrod in die Freiheit zu lassen und fahren zur Küste, wo sie allerdings von der Polizei aufgegriffen werden. |                 |               |                      |                                       |                        |                           |
| 8 | Tauchgang       | Episode 8     | 14. Nov. 2005        | 7. Aug. 2006                          | John Behring           | Dan Dworkin & Jay Beattie |
| Laura, Rich und Jackson fertigen zusammen ein Unterseeboot. Dieses wird trotz einiger Rückschläge fertiggestellt und sie beginnen nun den Tauchgang. Als ein Sturm während des Tachgangs aufzieht, verlieren sie den Kontakt zu Jackson, der oben auf dem Schiff geblieben ist. Sie sinken mit ihrem U-Boot auf den Meeresgrund, wo sie eine großartige Entdeckung machen. Miles wird nach seiner Verhaftung zu Sozialarbeiten verurteilt und seine Eltern erwägen, ihn in ein Besserungslager zu schicken, aber da sie sein plötzliches Interesse an Meeresbewohnern bemerken, beschließen sie, ihn in einem Aquarium arbeiten zu lassen. Er soll dort den ansässigen Wissenschaftler Dr. Bloom freiwillig helfen. |                 |               |                      |                                       |                        |                           |
| 9 | Brutstätte      | Episode 9     | 21. Nov. 2005        | 7. Aug. 2006                          | Bill Eagles            | Thomas Wheeler            |
| Langsam aber sicher gehen Laura und Rich die Luft aus. Sie beobachten das Ablegen von tausenden Eiern der neuen Spezies. Währenddessen findet Lee das Versteck, in dem sie das U-Boot gebaut haben, und bringt dadurch alle Forschungsergebnisse in seine Hand. Kurz vor dem Ende der Sauerstoffreserven gelingt es Laura, ein SOS zu schicken, welches Jackson jedoch nicht erreicht. Lee schnappt das Signal auf und unterbindet jegliche Rettungsversuche. Miles erfährt inzwischen von einem Wesen, das einen Fischer getötet haben soll. Die Spuren, die er findet, ähneln denen von Nimrod, worauf er versucht, ihn anzulocken. Als er annimmt, Nimrod wieder gefunden zu haben, merkt er, dass er einen schweren Fehler begangen hat. |                 |               |                      |                                       |                        |                           |
| 10 | Rettungsschuss  | Episode 10    | 28. Nov. 2005        | 14. Aug. 2006                         | Jeffrey Reiner         | Darcy Meyers              |
| Laura und Rich gelingt es, an die Oberfläche zurückzukehren, jedoch finden sie Jackson und sein Boot nicht mehr. Sie treiben nun mit einem Rettungsfloß auf hoher See und es entweicht Luft aus diesem. Miles Eltern sind erneut außer Haus und er wurde verletzt. Es geht ihm immer schlechter und er muss ins Krankenhaus. Seine Schwester kommt in Erklärungsnot, als sie versucht zu erklären, woher die Wunde stammt. Um Miles zu heilen, versucht sie Nimrod ins Krankenhaus zu bringen. |                 |               |                      |                                       |                        |                           |
| 11 | Ausgegrenzt     | Episode 11    | 2. Jan. 2006         | 14. Aug. 2006                         | Michael Robison        | Jay Beattie & Dan Dworkin |
| Laura und Rich werden gerettet und müssen ins Krankenhaus. Sie müssen aber bald fliehen, da sie von Lees Leuten bereits entdeckt wurden. Sie haben aus der Tiefe ein Videoband ihres Tauchganges retten können und sie stellen dieses ins Internet und stellen diverse Kopien her. Außerdem überzeugen sie einen Fernsehsender, das Videoband zu senden. In Dr. Blooms Aquarium erwacht der totgeglaubte Nimrod wieder zum Leben, als ihn Miles besucht. |                 |               |                      |                                       |                        |                           |
| 12 | Enthüllung      | Episode 12    | 9. Jan. 2006         | 21. Aug. 2006                         | Marita Grabiak         | Chip Johannessen          |
| Lee lässt weiterhin Laura und Rich von seinen Agenten verfolgen. Es gelingt ihm jedoch wieder nicht, die beiden zu fangen. Als sie an einem sicheren Ort sind, wird Laura von einer Person kontaktiert, die behauptet, mehr über die Kreaturen zu wissen. Inzwischen wird Miles von Caitlin zu einer Strandparty mitgenommen. Dort verschwinden plötzlich zwei von Caitlins Freunden und Miles hat eine schlimme Vermutung. Am nächsten Tag macht die Küstenwache eine Entdeckung, woraufhin er Gewissheit bekommt |                 |               |                      |                                       |                        |                           |
| 13 | Verpflichtung   | Episode 13    | 23. Jan. 2006        | 21. Aug. 2006                         | Brad Anderson          | Jonas Pate                |
| Laura trifft sich mit der Person, die sie kontaktiert hat. Es handelt sich um die geheimnisvolle Wissenschaftlerin („Mr. Big“) und diese berichtet ihr, dass eine Kooperation großer Konzerne geheime Experimente finanzierte und die neue Spezies ins Leben gerufen hat. Laura erfährt nicht mehr, da sie unter Drogen gesetzt und zurückgebracht wird. Auf Grund dieser neuen Erkenntnisse versuchen nun Rich und Laura mehr über diese Organisation herauszufinden. Miles fühlt sich verantwortlich für die Unfälle und sucht nach einem Weg das zu beenden. Er schließt sich daher den Absichten der Bewohner Wilmingtons an, die Kreaturen mit Hilfe von Nimrod zu finden und zu töten. |                 |               |                      |                                       |                        |                           |
| 14 | Gefangen        | Episode 14    | 30. Jan. 2006        | 28. Aug. 2006                         | Jean de Segonzac       | Jan Beattie & Dan Dworkin |
| Laura und Rich beschließen Lee zu entführen und zu befragen, um endlich mehr Antworten zu erhalten. Die Entführung gelingt, doch erfährt der clevere Lee mehr von Laura und Rich als sie von ihm. Daraufhin rastet Rich in einem plötzlichen Gewaltausbruch gegenüber Lee aus und Laura resigniert und ergreift die Flucht. Sie will nun einfach nur zu ihrem Sohn zurückkehren. Auf ihrem Weg wird sie allerdings verhaftet. Rich ist besessen vom Verschwinden seines Bruders und beschließt alleine weiterzumachen und macht sich auf dem Weg zu einer stark gesicherten Niederlassung von Iderdex, dem Konzern, der tief in die Entwicklung der Kreaturen verwickelt ist. Währenddessen wird die körperliche Verbindung von Miles zu Nimrod immer enger und als er sich in der Schule gegen einen Schläger zur Wehr setzt, entwickelt er ungeahnte Kräfte und zieht die Wut der Stadtbewohner auf sich, die ihn fürchtet wegen seiner bereits entdecken Andersartigkeit und die einen Sündenbock sucht für die Niederlage gegen die Kreaturen. Sie verlangen daher seine Auslieferung. |                 |               |                      |                                       |                        |                           |
| 15 | Tsunami         | Episode 15    | 6. Feb. 2006         | 28. Aug. 2006                         | Jeffrey Reiner         | Josh Pate                 |
| Ein Tsunami, welcher von den Wesen ausgelöst wurde, nähert sich der Küste. Unter anderem ist auch Miles’ Heimat Wilmington von der Evakuierung betroffen. Diese Panik lenkt die Bewohner von Miles ab. Viel Zeit hat er jedoch nicht, sich in Sicherheit zu bringen, außerdem macht er sich große Sorgen um Caitlin. Laura wird freigelassen und folgt Rich nach North Carolina. Dort angekommen erfährt sie erst hier, dass ein Tsunami in Kürze die Küste erreicht. Rich wurde beim Versuch in das Iderdex-Gelände einzudringen aufgegriffen und eingesperrt. Er sitzt nun in der evakuierten Anlage fest, da keiner ihn freigelassen hat. Laura befreit ihn und gemeinsam flüchten sie aus dem Gebäude. Sie treffen auf Miles und Caitlin und entdecken, dass sie vieles gemeinsam haben. Da der Tsunami bereits die Stadt erreicht hat, flüchten sie auf einen Kirchturm, wo jedoch die Tür für das Dachgeschoss versperrt ist. Eine der Kreaturen gelangt in die Kirche. Eine zweite Welle bringt die Kirche zum Beben. Rich schafft es, die Tür zu öffnen, während eine dritte Welle die Kirche erreicht hat. Miles, Caitlin, Laura und Rich stehen nun auf der Spitze des Kirchturms und sehen, wie die ganze Stadt überflutet ist. Lauras letzter Satz der Serie lautet: „Es ist eine neue Welt!“ |                 |               |                      |                                       |                        |                           |

## Ausstrahlung in Deutschland
Surface – Unheimliche Tiefe lief als deutsche Free-TV-Premiere ab dem 10. Juli 2006 auf ProSieben. Eine unvollständige Auflistung gemessener Einschaltquoten und Marktanteile der ersten Staffel veranschaulicht folgende Tabelle:
| Datum                        | Zuschauer | Zuschauer       | Marktanteil | Marktanteil     | Quellen |
| Datum                        | Gesamt    | 14 bis 49 Jahre | Marktanteil | Marktanteil     | Quellen |
| Datum                        | Gesamt    | 14 bis 49 Jahre | Gesamt      | 14 bis 49 Jahre | Quellen |
| ---------------------------- | --------- | --------------- | ----------- | --------------- | ------- |
| 10. Juli 2006                | 2,42 Mio. | 1,81 Mio.       | 9,5 %       | 16,6 %          | [ 1 ]   |
| 17. Juli 2006                | 2,38 Mio. | 1,75 Mio.       | 9,9 %       | 17,8 %          | [ 2 ]   |
| 24. Juli 2006                | –         | 1,71 Mio.       | –           | 17,9 %          | [ 3 ]   |
| 7. August 2006 (Doppelfolge) | 2,24 Mio. | 1,64 Mio.       | 8,0 %       | 14,6 %          | [ 4 ]   |
| 14. August 2006              | 2,44 Mio. | 1,75 Mio.       | 8,2 %       | 14,9 %          | [ 5 ]   |

Die Serie wurde ab Mai 2009 auf Kabel eins wiederholt.

## Wissenswertes
Wegen der eher mäßigen Einschaltquoten (in Bezug auf die hohen Produktionskosten der ersten Staffel) hat NBC keine weiteren Staffeln freigegeben. Fans der Serie versuchten, mit Hilfe von Petitionen NBC zu einer Weiterführung der Serie zu bewegen, da aufgrund der nicht abgeschlossenen Handlung viele Fragen offen blieben.
Im November 2008 wurde bekannt, dass der deutsche Sender ProSieben dem US-Studio NBC im Jahr 2006 angeboten hatte, die Serie nach ihrem vorläufigen Ende weiterzuproduzieren, da die Quoten in Deutschland im Gegensatz zu den USA ausgezeichnet waren. So sollten zwei 90-minütige Spielfilme entstehen, die ProSieben kofinanziert hätte. Dazu kam es jedoch nicht mehr, da die aufwändigen Sets der Serie zu diesem Zeitpunkt bereits abgebaut waren.

## DVD
Am 15. August 2006 erschien in den USA die gesamte erste Staffel unter dem Namen Surface – The Complete Series auf DVD. Am 14. Dezember 2006 folgte die Veröffentlichung in Deutschland als Surface – Die komplette Serie. Neben allen 15 Folgen enthält die Box mit 4 DVDs auch 25 Minuten Bonusmaterial.